# جاكوب يونغ (ملحن)
جاكوب يونغ (بالنرويجية البوكمول: Jacob Young)‏ هو عازف جاز وعازف قيثارة وملحن نرويجي، ولد في 14 يوليو 1970 في ليلهامر في النرويج.

## وصلات خارجية
- الموقع الرسمي
- جاكوب يونغ على موقع ميوزك برينز (الإنجليزية)
- جاكوب يونغ على موقع أول ميوزيك (الإنجليزية)
- جاكوب يونغ على موقع ديسكوغز (الإنجليزية)